# 신혜원 (기자)
신혜원(1988년 10월 17일 ~ )은 대한민국의 기자이다.

## 학력
- 서울대학교 사회교육학과

## 경력
- JTBC 정치 1부기자
- JTBC 정치 2부기자
- JTBC 정치 3부기자
- JTBC 정치부 기자
- JTBC 정치부회의팀 기자
- JTBC 시사뉴스3부 기자
- JTBC 뉴스콘텐트국 모바일콘텐트 2팀 기자
- JTBC 보도본부 보도국 모바일콘텐트2부 기자

## 방송
- 정치부 회의 (2017년 12월 11일 ~ 2022년 9월 8일)
- 이 시각 뉴스룸 (2022년 9월 24일 ~ 2023년 7월 14일)
- 뉴스5후 (2023년 7월 17일 ~ 2023년 12월 1일)